# NCR Corporation
NCR Corporation – amerykańskie przedsiębiorstwo, produkujące maszyny biurowe i komputery; dostawca m.in. bankomatów, a także zintegrowanych systemów informatycznych.

## Kalendarium
- 1884 – John H. Patterson odkupiwszy fabrykę braci Rittych zakłada National Cash Register Company, która produkuje pierwsze w dziejach mechaniczne kasy rejestracyjne.
- 1906 – Charles F. Kettering tworzy kasę napędzaną elektrycznie.
- 1952 – NCR wchłania Computer Research Corporation (CRC), z Hawthorne, w Kalifornii, która produkuje komputery stosowane w lotnictwie.
- 1953 – NCR ustanawia u siebie Wydział Elektroniki, uznając tę dziedzinę za przyszłościową w branży maszyn biurowych.
- 1974 – Firma zmienia nazwę na NCR Corporation.
- 1982 – „NCR Tower”, mikrokomputer o wielkich (na owe czasy) możliwościach obliczeniowych, wprowadza firmę na nowy rynek.
- 1991 – NCR staje się częścią koncernu AT&T.
- 1991 – NCR nabywa Teradata Corporation, zyskując dostęp do najnowocześniejszych technologii bazodanowych.
- 1994 – NCR zmienia nazwę na AT&T Global Information Solutions (GIS).
- 1996 – AT&T GIS powraca do nazwy NCR Corporation
- 1997 – Sygnalizując swą ewolucję z firmy zajmującej się jedynie sprzętem w kierunku dostawcy całościowych rozwiązań informatycznych, NCR nabywa Compris Technologies, Inc., i Dataworks.
- 1998 – NCR rezygnuje z wytwarzania sprzętu komputerowego, odstępując odpowiednie działy firmie Solectron.
- 2000 – NCR przejmuje Ceres Integrated Solutions i firmę usługową 4Front Technologies, pogłębiając swój charakter dostawcy kompletnych rozwiązań informatycznych.